# Девід Ріттенхаус
Девід Ріттенгауз (англ. David Rittenhouse 8 квітня 1732 — 26 червня 1796) — американський астроном, винахідник, годинникар, математик, геодезист і державний службовець. Ріттенгауз був членом Американського філософського товариства та першим директором Монетного двору США.

## Біографія
Девід Ріттенгауз народився 8 квітня 1732 року в містечку Роксборо, округ Філадельфія, поблизу невеликого села у Філадельфії під назвою Ріттенгаузтаун. Це село розташоване поблизу Джермантауна, вздовж струмка Пейпер-Мілл-Ран, який є малою притокою Віссагікон-Крік. Після смерті дядька Девід успадкував його столярні інструменти та навчальні книги. У молодому віці Девід продемонстрував високий рівень інтелекту, створивши зменшену модель паперової фабрики свого прадіда Вільяма Ріттенгауза. У молодості Девід будував інші зменшені моделі, як діюче водяне колесо. Девід ніколи не відвідував початкової школи, він був самоуком, навчався  за підручниками своєї сім'ї та виявив великі здібності до природничих наук і математики. Коли Девіду було 13 років, він засвоїв закони руху та гравітації Ісаака Ньютона.

Приблизно у віці 17 років Девід сконструював годинник із дерев'яними шестернями. У 19 років він відкрив майстерню інструментів на фермі свого батька в теперішньому медичному центрі та лікарні Веллі-Фордж (містечко Іст-Норрітон, штат Пенсільванія). Його вміння працювати з інструментами, зокрема годинниками, спонукало побудувати дві моделі Сонячної системи (також звані орреріями). Першу модель він зробив для коледжу Нью-Джерсі (нині відомого як Принстонський університет), другу для коледжу Філадельфії (нині відомиого як Університет Пенсільванії). Обидві ці моделі існують досі, причому кожна з них зберігається у своїх оригінальних одержувачів: одна в бібліотеці університету Пенсильванії, а інша в Пейтон-Голі Принстонського університету.

## Сім'я
Девід Ріттенгауз був двічі одружений. Він одружився з Елеонор Кулстон 20 лютого 1766 року, і вона народила йому двох доньок: Елізабет (народилася 1767) і Естер (народилася 1769). Елеонора померла 23 лютого 1771 року у віці 35 років від ускладнень під час народження третьої дитини, яка померла при народженні.
Девід одружився вдруге з Ганною Джейкобс наприкінці 1772 року. Ганна пережила Девіда більш ніж на три роки й померла наприкінці 1799 року.
Онука Девіда (сина Естер) звали Девід Ріттенгауз Вотерс.

## Наукове дослідження
У 1768 році, Девід Ріттенгауз став членом Американського філософського товариства та оголосив про плани спостерігати очікуваний транзит Венери через Сонце з кількох місць.  Того ж місяця Американське філософське товариство переконало законодавчу владу виділити 100 тисяч стерлінгів на придбання нових телескопів, і члени добровільно зголосилися укомплектувати половину з 22 телескопних станцій.
Транзит Венери відбувся 3 червня 1769 р. Через велике хвилювання під час спостереження Ріттенгауз знепритомнів. Лежачи на спині під телескопом, він прийшов до тями через кілька хвилин і продовжив своє дослідження. Його розповідь про транзит, опублікована в журналі «American Philosophical Society's Transactions», не згадує про його непритомність, хоча в інших випадках вона докладна і задокументована.
Ріттенгауз використовував це спостереження, щоб обчислити відстань від Землі до Сонця, яка склала 93 мільйони миль. (Це приблизна середня відстань між Землею та Сонцем.) Опублікований звіт про транзит був схвалений європейськими вченими.

## Визначні події
- 1767 Отримав почесний ступінь магістра в Коледжі Філадельфії (пізніше Університет Пенсільванії)
- 1768 Відкрив атмосферу Венери
- 1769 Спостерігав проходження Венери
- 1779—1782 Професор астрономії в Університеті штату Пенсільванія
- 1784 Завершив дослідження лінії Мейсона-Діксона
- 1791—1796 Президент Американського філософського товариства
- 1792—1795 Перший директор Монетного двору США
- 1793 Став засновником Демократично-республіканського товариства у Філадельфії.